# 프랑수아 르고

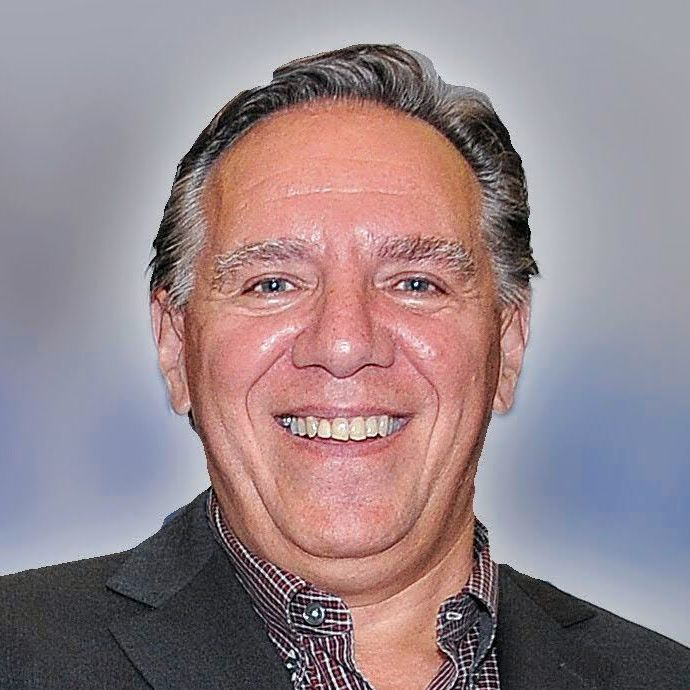

프랑수아 르고(프랑스어: François Legault)는 캐나다의 정치인이다. 퀘벡 미래연대 대표를 맡고 있으며, 2018년 10월 1일 시행된 퀘벡주 의회 선거에서 승리했다.